# Ceratodon graefii
Ceratodon graefii là một loài rêu trong họ Ditrichaceae. Loài này được Schlieph. mô tả khoa học đầu tiên năm 1887.